# فيل ووكر (لاعب كرة قدم)
فيل ووكر (بالإنجليزية: Phil Walker)‏ (27 يناير 1957 في المملكة المتحدة - ) هو لاعب كرة قدم بريطاني في مركز الهجوم. لعب مع كارديف سيتي ونادي تشيسترفيلد ونادي روذرهام يونايتد ونادي سكاربورو.